# Nickelodeon Animation Studio
Nickelodeon Animation Studio Inc. (originalment anomenat Games Animation, i també conegut com Nickelodeon Animation, Nickelodeon Studios Burbank i Nickelodeon Productions) és un estudi d'animació nord-americà fundat per Vanessa Coffey i Mary Harrington, i és propietat de Paramount Global a través de Nickelodeon Group. L'estudi ha creat moltes sèries de televisió d'animació originals per al canal Nickelodeon, com ara Bob Esponja, Els padrins màgics, Rugrats, Avatar: l'últim mestre de l'aire, El show d'en Ren i l'Stimpy i moltes altres.

## Sèrie d'animació original (produccions seleccionades)
- Doug de Jim Jinkins (1991 - 1999)
- Quatre grapes de Arlene Klasky, Gábor Csupó i Paul Germain (Títol valencià: Mocosos) de (1991 - 2004)
- El show d'en Ren i l'Stimpy de John "K" Kricfalusi (Títol valencià: Ren i Stimpy) (1991 - 1996)
- La vida moderna d'en Rocko de Joe Murray (1993 - 1996)
- Monstres de veritat de Gábor Csupó i Peter Gaffney (1994 - 1997)
- Ei Arnold! de Craig Bartlett (1996 - 2004)
- Gat i Gos de Peter Hannan (1998 - 2005)
- Rocket Power de Arlene Klasky i Gábor Csupó (1999 - 2004)
- Els padrins màgics de Butch Hartman (2001 - 2017)
- Avatar: l'últim mestre de l'aire de Michael Dante DiMartino i Bryan Konietzko (2005 - 2008)